# Gare de Perrignier
Gare de Perrignier vasútállomás Franciaországban, Perrignier településen.

## Vasútvonalak
Az állomást az alábbi vasútvonalak érintik:
- Léaz–Saint-Gingolph-vasútvonal

## Kapcsolódó állomások
A vasútállomáshoz az alábbi állomások vannak a legközelebb:
- Gare de Bons-en-Chablais (Coppet vasútállomás, Léman Express Line 1)
- Gare de Thonon-les-Bains (Gare d’Évian-les-Bains, Léman Express Line 1)